# Азан, Владислав Антонович
Владислав Антонович Азан — советский хозяйственный и политический деятель.

## Биография
Родился в 1914 году в Волковыске. Член КПСС.
Окончил Академию Генерального штаба и Высшую партийную школу при ЦК КПСС.
С 1934 года — чернорабочий, конторщик, продавец, работник органов НКВД Латвийской ССР.
Участник Великой Отечественной войны: политработник 43-й гвардейской стрелковой дивизии, Латвийского штаба партизанского движения 2-го Прибалтийского фронта
В 1946—1959 гг. — начальник политотдела соединения в Латвийской ССР, председатель Латвийского республиканского комитета ДОСААФ.
В 1959—1964 гг. — первый секретарь Рижского горкома КП Латвии.
Избирался депутатом Верховного Совета СССР 6-го созыва. Делегат XXII съезда КПСС.
Умер в Риге до 1990 года.

## Награды
- Орден Отечественной войны II степени
- Орден Трудового Красного Знамени
- Орден Знак Почёта